# Mónica Pasqualotto
Mónica Pasqualotto Pesquera, conocida como La Pasqualotto, (Caracas, 15 de octubre de 1974) es una presentadora, actriz, locutora y modelo venezolana-estadounidense. Fue integrante del grupo musical venezolano "Las payasitas Nifu Nifa".
Ha participado en campañas publicitarias y fue imagen artística de los canales RCTV y Venevisión durante varios años. Actualmente forma parte de la junta directiva de Olimpiadas Especiales Venezuela y desde 2005 se desempeña como vocera del Dividendo Voluntario para la Comunidad, una organización afiliada a United Way.

## Biografía
Mónica Pasqualotto Pesquera estudió en el Colegio Emil Friedman, donde recibió una formación educativa centrada en la música, lo que le permitió comenzar a explorar los escenarios desde una edad temprana. Formó parte de las Voces Blancas de Elisa Soteldo, combinando así el desarrollo de la danza, la música y el teatro con sus estudios. Posteriormente, se graduó como Comunicadora Social en la Universidad Católica Andrés Bello, con mención en artes audiovisuales. 
En 1991, se unió a la agrupación musical infantil "Payasitas Nifu Nifa". En 1993, grabó su primer disco infantil como compositora y cantante con su grupo "Contraste", y más tarde lanzó una producción infantil como solista titulada "NICA". 
Su debut en televisión ocurrió como conductora de la revista de entretenimiento "Ticket TV". Luego se integró al equipo de animadores de RCTV, donde condujo diversos programas de variedades, matutinos y concursos, incluyendo "Loco Video Loco", "Son Las Tres", "Tropa de Vacaciones", "Coge el Hilo", y "!Que bien te ves!", además de participar en la transmisión en vivo de las alfombras rojas de los premios 2 de Oro. También fue seleccionada como imagen y conductora del sorteo diario "El Chance" de Lotería de Oriente. 
En 1999, comenzó su carrera actoral bajo la dirección de José Simón Escalona, interpretando un papel secundario en la telenovela "Mariú", escrita por Julio César Mármol. Posteriormente, participó en otras producciones exitosas como "Negra consentida" y "A Calzón Quitao". 
Paralelamente, Mónica Pasqualotto se desarrolló como locutora de radio, conduciendo programas en horario estelar y acompañando a los oyentes de lunes a viernes de 6 a 9 de la mañana en emisoras reconocidas como Hot 94, Kyss FM y Planeta FM.
Desde 2002, ha demostrado su compromiso social al convertirse en imagen del Dividendo Voluntario para la Comunidad, la única organización de desarrollo social venezolana afiliada a United Way International (UWI), realizando labores significativas en comunidades necesitadas.
En 2003, viajó a Brasil para conducir "Date Express", un programa de concurso para Sony Entertainment Television Latinoamérica, lo que le permitió alcanzar una mayor visibilidad en toda América Latina.
En 2005, hizo su debut en el teatro protagonizando el musical "La Cenicienta", lo que la llevó a realizar una extensa gira nacional. También participó en otros musicales como "Una novia para el Capitán" y "Cabaret". Posteriormente, protagonizó "Yo, Tú, Ella" de Mónica Montañés y "Amanecí Como Con Ganas de Morirme" (premio ACE en Nueva York) de Indira Páez, que tuvo una exitosa temporada de seis años en Caracas, Nueva York, Miami y Chicago. Otras obras en las que participó incluyen "De velo y corona", "El Cielo es muy aburrido" y "Uno más y la Cuenta". Recientemente, concluyó exitosas temporadas de "Mujeres de Par en Par" de Indira Páez y "Las Mujeres son de Venus y Los Hombres son de Madre" de Leandro Fernández en Miami, además de ser pionera del Stand Up Comedy en español todos los jueves en la sala Catarsis del Teatro Trail.
En 2006, Mónica Pasqualotto ingresó a Venevisión para participar en la segunda edición de "Bailando con las Estrellas", donde resultó ganadora, brindando apoyo económico a un hogar de ancianos. También debutó como conductora del programa juvenil diario "El que sabe, sabe", que recibió una buena acogida y en el cual mostró su simpatía, carisma y habilidades comunicativas.
Pasqualotto fue nombrada integrante de la junta directiva de Olimpiadas Especiales Venezuela, una fundación dedicada a mejorar la calidad de vida de las personas con discapacidad intelectual a través del entrenamiento deportivo y la competición atlética, ofreciendo estos servicios de forma gratuita.
Su cercanía y comunicación efectiva con el público juvenil llevaron a la Organización ProSalud a seleccionarla como imagen para transmitir un mensaje sobre salud sexual y reproductiva dirigido a jóvenes y adolescentes.
En Venevisión, coprotagonizó exitosas telenovelas como "Arroz Con Leche" y "Los Misterios del Amor". Sin embargo, su mayor reconocimiento como actriz lo obtuvo al protagonizar la comedia romántica "A mí me gusta", que ha sido galardonada en festivales internacionales de cine e incluso participó en el mercado del Festival de Cannes en 2009.
Mónica Pasqualotto ha sido imagen de diversas empresas nacionales e internacionales, incluyendo Nike, Peugeot, Wella, Sebastian, La Senza, Polar, Kraft, Procter & Gamble, Movistar y Fundación Bigott. Además, ha colaborado en proyectos de acción social junto a otras compañías como Coca Cola, Mattel, Toyota y Frito-Lay.
En 2009, viajó a Nueva York para realizar estudios de actuación con el objetivo de incursionar en el mercado anglosajón. A su regreso a Miami, fundó Coco Productions junto al cineasta Ralph Kinnard, una productora cinematográfica.
Para mantener contacto con sus seguidores en Venezuela, desarrolló y produjo un reality show transmitido por su canal de YouTube, que alcanzó más de un millón de visitas en los primeros meses.
Pasqualotto participó como animadora invitada en "Escándalo TV" por la cadena Telefutura y fue coanimadora en "Levántate" por Telemundo, así como en "Implicados" y "De Frente" por Mega TV.
En su carrera internacional, formó parte del elenco de "Una Maid en Manhattan", producción de Telemundo. Su trabajo en esta serie contribuyó a su reconocimiento en el ámbito hispano.
En 2022 se integra como conductora en "Despierta América", de Univisión.
Actualmente, colabora en proyectos de televisión y tiene su propio y exitoso podcast, titulado "Bajo este podcast".

## Vida personal
Mónica Pasqualotto contrajo matrimonio con el modelo y actor venezolano Juan Carlos García en una ceremonia televisada por RCTV. La pareja fue considerada una de las más sólidas del medio, aunque se divorciaron en 2008 tras casi siete años de relación, sin haber tenido hijos. En 2011, se volvió a casar con el director de cine Ralph Kinnard. En 2014, Pasqualotto se convirtió en madre por primera vez al dar a luz a su hijo Marc. En septiembre de 2020, anunció su segundo embarazo, esta vez de una niña a la que llamaron Clio. Actualmente, reside en Miami, Florida.

## Programas
- 2013: "Monica en la cama" transmitido por internet
- 2006-2007: "El que sabe, sabe": Animadora de "Venevisión"
- 2006-2009: "La guerra de los sexos": Concursante recurrente "Venevisión"
- 2006: "Bailando con las Estrellas: Concursante y ganadora "Venevisión "
- 2004-2005: "Red Carpet": Animadora "RCTV"
- 2004-2005: "Coge el Hilo": Animadora, "RCTV"
- 2004: "La Dama de la Televisión": Animadora,"RCTV"
- 2004: "Lolas y Lolos": Animadora,"RCTV"
- 2004: Antesala Premier "Chupacabras" y "La Cuaima": Animadora, "RCTV"
- 2003: "Date Express": Animadora, "SONY Entertainment Television"
- 2001: "Son las Tres": Animadora, "RCTV"
- 2001: "Trucos de la Magia": Animadora, "RCTV"
- 1999-2004: "Loco Video Loco": Animadora, "RCTV"
- 1999: "Que bien te ves": Animadora, "RCTV"
- 1998-1999: "Magazine Marte TV": Animadora.
- 1998: "Ticket TV": Animadora, Televen.
- 1997: "Tropa de Vacaciones": Animadora, "RCTV"
- 1993-1994: "Noticiero UCAB 7D": Ancla. "Universidad Católica Andrés Bello"

## Telenovelas
- 1994: A tiempo - TV Series 1 capítulo - Televen
- 1996: La llaman Mariamor - RCTV
- 2000: Mariú - Lidia - RCTV
- 2001: A calzón quitao - RCTV - Fernanda
- 2004: Negra consentida - Moraima Ferrer - RCTV
- 2006: Mujer de mundo - Matilde - Venevisión
- 2007-2008: Arroz con leche - Cecilia Rosenfelt de Lara - Venevisión
- 2008: Torrente (telenovela)  - Tamara Domínguez - Venevisión
- 2009: Los Misterios del Amor - Maricruz Fernández de Santelíz Venevisión
- 2011: Una Maid en Manhattan - Mireya Sanz Telemundo

## Películas
- 2005: "A mí me gusta" - Margarita García. Primera cómedia romántica Venezolana, del director alemán Ralph Kinnard. Fue la segunda película más taquillera en el país por debajo de "Cyrano Fernández". Entró en la selección oficial del Festival de Calcuta. En Venezuela fue galardonada con el "Mara de Oro" como mejor película y mejor actriz.
- 2011: "Jack and Jill" - Extra.

## Teatro
- 1991: "Bartolomeo en la Isla Mágica". Musical. Arcos y Voces Juveniles de Caracas. U.E. Colegio Emil Friedman.
- 1990: "Juguemos a Cambiar el Mundo" de Matilde Corral. Sala José Félix Rivas.Teatro Teresa Carreño.
- 1991: Mozart. Musical. Arcos y Voces Juveniles de Caracas. U.E. Colegio Emil Friedman.
- 1992: La Paradura del Niño Arcos y Voces Juveniles de Caracas. U.E. Colegio Emil Friedman.
- 2005: La Cenicienta.adaptación Natalia Martínez.Personaje: Cenicienta. Ateneo de Caracas
- 2005-2006: “Yo, Tu, Ella”. Mónica Montañez. 1.ª Temporada: Teatro Escena 8. 2.ª. Temporada CELARG.
- 2006-2007: "Una Novia para el Capitán". 1.ª Temporada: Ateneo de Caracas. 2.ª. Temporada CELARG Characters: Ariel, Esmeralda y Barbie.
- 2006-2007: Amanecí como con ganas de Morirme, de Indira Páez. Water People Company. 1.ª Temporada: Ateneo de Caracas. 2.ª. Temporada: Teatro Trasnocho. 3.ª. Temporada: Teatro Torre CORP BANCA.
- 2007: "De velo y Corona” Indira Páez y Caterina Cardozo. Teatro Torre CORPBANCA.
- 2008: "El cielo es muy Aburrido" de Oscar Perdomo Marin. Water People Company. CELARG. Caracas.
- 2012: "Las Mujeres Son De Venus Y Los Hombres Son De Madre" Escrita y dirigida por Leandro Fernández teatro para todos
- 2013: "Segundo Round" con Monica Pasqualotto y Leandro Fernández " Hay Matrimonios Que Terminan Bien Y Otros Que Duran Toda La Vida"

## Radio
- 1999-2001: "Humor con Humor se Paga" - KYS 101.5 FM
- 2001: "Fines de semana Hot" - HOT 94.1 FM
- 2001-2002: "En el Medio" - HOT 94.1 FM
- 2002-2003: "El Radio Show". Planeta 105.3 FM
- 2003-2004: "El Mañanero". 91.9 FM Center
- 2004-2006: "Con Buen Pie". 91.9 FM Center
- 2002-2003: "Maduros y Testarudos". Planeta 105.3 FM [4]

## Premios
- 2008: Gran Águila de Venezuela, Mejor de Telenovela por "Arroz con leche".
- 2008: Mara de Oro de Venezuela, Mejor actriz de Telenovela por "Arroz con Leche"
- 2009: Mara de Oro de Venezuela, Mejor Actriz de Cine por "A mi me gusta".